# Les Rues-des-Vignes
Pour les articles homonymes, voir Vignes.
Les Rues-des-Vignes sont une commune française située dans le département du Nord (59), en région Hauts-de-France.

## Géographie

### Localisation
La commune est située dans la vallée du Haut-Escaut aussi appelée vallée de Vinchy, à douze kilomètres au sud de Cambrai.

#### Cartographie(cliquer pour afficher)
1. Carte dynamique
2. Carte Openstreetmap
3. Carte topographique
4. Carte avec les communes environnantes

### Communes limitrophes
| Masnières       |                     | Crèvecœur-sur-l'Escaut |
| Villers-Plouich | Les Rues-des-Vignes |                        |
| Banteux         | Bantouzelle         | Crèvecœur-sur-l'Escaut |

### Hydrographie

#### Réseau hydrographique
La commune est située dans le bassin Artois-Picardie. Elle est drainée par la rivière Escaut, le canal de St-Quentin vers l'Escaut canalisée et le Bosquet,,.
La Rivière Escaut, d'une longueur de 30 km, prend sa source dans la commune de Honnecourt-sur-Escaut et se jette  dans l'Escaut canalisée à Neuville-Saint-Rémy, après avoir traversé 13 communes. 
Le canal de Saint-Quentin, long de 92,5 km, assure la jonction entre l'Oise, la Somme et l'Escaut et met en relation le Bassin parisien, le Nord de la France et la Belgique. 

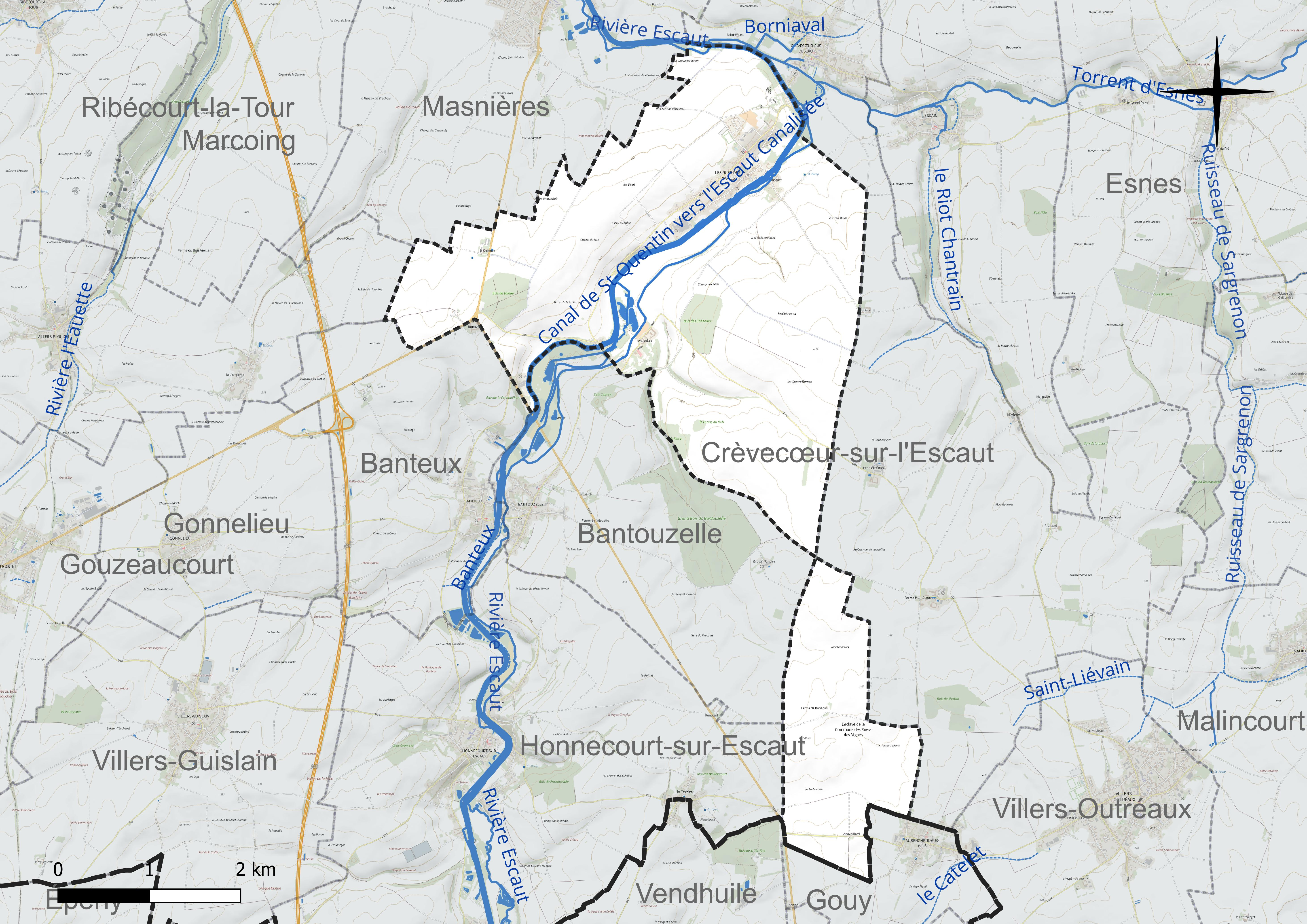
Réseau hydrographique des Rues-des-Vignes.

#### Gestion et qualité des eaux
Le territoire communal est couvert par le schéma d'aménagement et de gestion des eaux (SAGE) « Escaut ». Ce document de planification concerne un territoire de 2 005 km2 de superficie, délimité par le bassin versant de l'Escaut. Le périmètre a été arrêté le 9 juin 2006 et le SAGE proprement dit a été approuvé le 13 juillet 2021. La structure porteuse de l'élaboration et de la mise en œuvre est le syndicat mixte Escaut et Affluents (SyMEA). 
La qualité des cours d'eau peut être consultée sur un site dédié géré par les agences de l'eau et l'Agence française pour la biodiversité. 

### Climat
Pour des articles plus généraux, voir Climat des Hauts-de-France et Climat du Nord.
En 2010, le climat de la commune est de type climat océanique dégradé des plaines du Centre et du Nord, selon une étude du CNRS s'appuyant sur une série de données couvrant la période 1971-2000. En 2020, Météo-France publie une typologie des climats de la France métropolitaine dans laquelle la commune est exposée à un climat océanique et est dans la région climatique  Nord-est du bassin Parisien, caractérisée par un ensoleillement médiocre, une pluviométrie moyenne régulièrement répartie au cours de l'année et un hiver froid (3 °C). 
Pour la période 1971-2000, la température annuelle moyenne est de 10,5 °C, avec une amplitude thermique annuelle de 15 °C. Le cumul annuel moyen de précipitations est de 687 mm, avec 12,5 jours de précipitations en janvier et 8,9 jours en juillet. Pour la période 1991-2020, la température moyenne annuelle observée sur la station météorologique la plus proche, située sur la commune d'Épehy à 12 km à vol d'oiseau, est de 10,6 °C et le cumul annuel moyen de précipitations est de 752,8 mm,. Pour l'avenir, les paramètres climatiques de la commune estimés pour 2050 selon différents scénarios d'émission de gaz à effet de serre sont consultables sur un site dédié publié par Météo-France en novembre 2022.

## Urbanisme

### Typologie
Au 1er janvier 2024, Les Rues-des-Vignes sont catégorisées bourg rural, selon la nouvelle grille communale de densité à sept niveaux définie par l'Insee en 2022.
Elle est située hors unité urbaine. Par ailleurs la commune fait partie de l'aire d'attraction de Cambrai, dont elle est une commune de la couronne,. Cette aire, qui regroupe 64 communes, est catégorisée dans les aires de 50 000 à moins de 200 000 habitants,.

### Occupation des sols
L'occupation des sols de la commune, telle qu'elle ressort de la base de données européenne d'occupation biophysique des sols Corine Land Cover (CLC), est marquée par l'importance des territoires agricoles (89,7 % en 2018), en diminution par rapport à 1990 (90,8 %). La répartition détaillée en 2018 est la suivante : 
terres arables (87,3 %), forêts (6,1 %), zones urbanisées (4,3 %), prairies (2,4 %). L'évolution de l'occupation des sols de la commune et de ses infrastructures peut être observée sur les différentes représentations cartographiques du territoire : la carte de Cassini (XVIIIe siècle), la carte d'état-major (1820-1866) et les cartes ou photos aériennes de l'IGN pour la période actuelle (1950 à aujourd'hui).

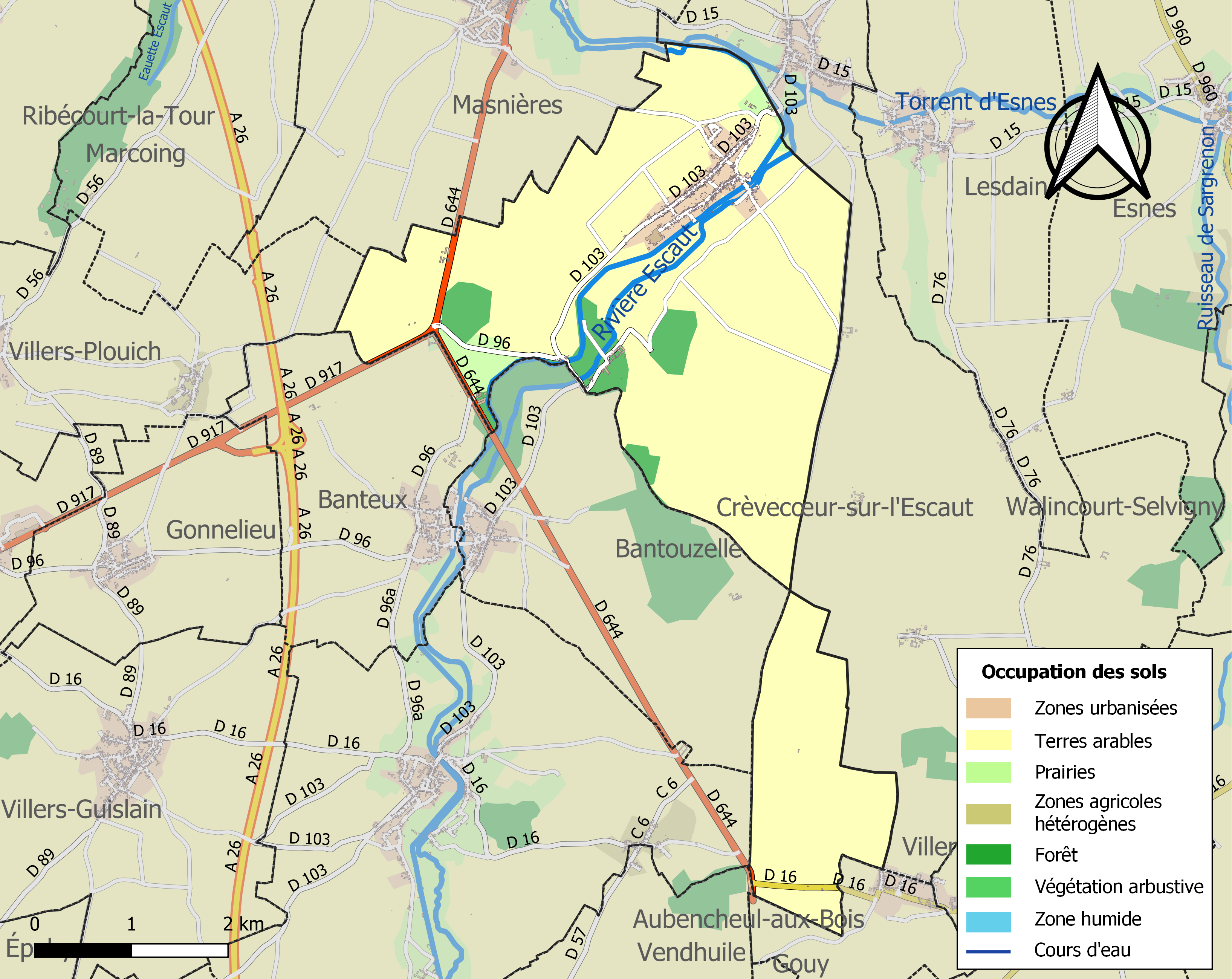
Carte des infrastructures et de l'occupation des sols de la commune en 2018 (CLC).

### Voies de communication et transports
Le village est proche de la route départementale 644 (ancienne RN 44) qui relie Cambrai à Saint-Quentin. On peut également accéder à la commune via l'autoroute A26, sortie no 9, située à un peu plus de 7 km au sud.
La commune est desservie par le réseau de transports urbains de la Communauté d'agglomération de Cambrai appelé TUC (Transports Urbains du Cambrésis), par la ligne 13,. La ligne S110 permet de rejoindre le collège de secteur à Masnières.

## Toponymie
Les Rues des Vignes était autrefois un hameau bâti sur un coteau du village de Crèvecœur. Il y avait sur ce coteau des vignobles, mentionnés au XVe siècle, d'où le nom donné aux maisons situées à cet emplacement.

## Histoire
La commune des Rues-des-Vignes est peuplée depuis la période gallo-romaine. À l'époque mérovingienne, le village fut appelé Vinchy. La commune fut le théâtre de la bataille de Vinchy[réf. nécessaire] opposant Charles Martel et Rainfroi, maire du palais de Chilpéric II, roi de Neustrie. Charles Martel remporta la victoire le 20 ou le 27 mars 717. Après cette bataille le pouvoir passa définitivement des mains des Mérovingiens à celles des Carolingiens.
Le hameau de Vaucelles se forma autour de l'abbaye cistercienne de Vaucelles, fondée en 1132 par Bernard de Clairvaux. Une trêve de cinq ans, dite trêve de Vaucelles, y fut signée le 5 février 1556 entre Henri II et Charles Quint.
Le hameau Les Rues-des-Vignes est détaché de Crèvecœur-sur-l'Escaut et érigé en commune le 8 janvier 1930.

## Politique et administration

### Liste des maires
| Période                                  | Période            | Identité          | Étiquette                           | Qualité |
| ---------------------------------------- | ------------------ | ----------------- | ----------------------------------- | --- |
| Les données manquantes sont à compléter. |                    |                   |                                     | |
| 1965                                     | 1989 (décès)       | Jean Durieux      | RI-UDF puis FN (1986-1988) puis UDF | Agriculteur Député (1968-1978), conseiller général du canton de Clary (1969-1970) puis du canton de Marcoing (1976-1989) Conseiller régional |
| mars 1989                                | mars 2014          | Marcel Duchemin   | DVD                                 | |
| mars 2014                                | avril 2025 (décès) | Marc Langlais     |                                     | |
| avril 2025                               | En cours           | Fabien Carpentier |                                     | |

## Population et société

### Démographie

#### Évolution démographique
L'évolution du nombre d'habitants est connue à travers les recensements de la population effectués dans la commune depuis 1931. Pour les communes de moins de 10 000 habitants, une enquête de recensement portant sur toute la population est réalisée tous les cinq ans, les populations de référence des années intermédiaires étant quant à elles estimées par interpolation ou extrapolation. Pour la commune, le premier recensement exhaustif entrant dans le cadre du nouveau dispositif a été réalisé en 2005.

En 2022, la commune comptait 740 habitants, en évolution de −6,8 % par rapport à 2016 (Nord : +0,51 %, France hors Mayotte : +2,11 %).
| 1931 | 1936 | 1946 | 1954 | 1962 | 1968 | 1975 | 1982 | 1990 |
| ---- | ---- | ---- | ---- | ---- | ---- | ---- | ---- | ---- |
| 835  | 787  | 715  | 663  | 631  | 635  | 706  | 713  | 720  |

| 1999 | 2005 | 2006 | 2010 | 2015 | 2020 | 2022 | - | - |
| ---- | ---- | ---- | ---- | ---- | ---- | ---- | - | - |
| 661  | 671  | 671  | 697  | 775  | 756  | 740  | - | - |

#### Pyramide des âges
La population de la commune est relativement jeune.
En 2018, le taux de personnes d'un âge inférieur à 30 ans s'élève à 33,5 %, soit en dessous de la moyenne départementale (39,5 %). À l'inverse, le taux de personnes d'âge supérieur à 60 ans est de 25,9 % la même année, alors qu'il est de 22,5 % au niveau départemental.
En 2018, la commune comptait 384 hommes pour 402 femmes, soit un taux de 51,15 % de femmes, légèrement inférieur au taux départemental (51,77 %).
Les pyramides des âges de la commune et du département s'établissent comme suit.
| Hommes | Classe d’âge | Femmes |
| ------ | ------------ | ------ |
| 0,8    | 90 ou +      | 1,3    |
| 4,9    | 75-89 ans    | 7,0    |
| 19,0   | 60-74 ans    | 18,9   |
| 21,4   | 45-59 ans    | 22,5   |
| 19,0   | 30-44 ans    | 18,3   |
| 14,6   | 15-29 ans    | 14,5   |
| 20,3   | 0-14 ans     | 17,6   |

| Hommes | Classe d’âge | Femmes |
| ------ | ------------ | ------ |
| 0,5    | 90 ou +      | 1,4    |
| 5,3    | 75-89 ans    | 8,1    |
| 14,8   | 60-74 ans    | 16,2   |
| 19,1   | 45-59 ans    | 18,4   |
| 19,5   | 30-44 ans    | 18,7   |
| 20,7   | 15-29 ans    | 19,1   |
| 20,2   | 0-14 ans     | 18     |

### Enseignement
Les Rues-des-Vignes sont rattachées à la circonscription de Cambrai-sud de l'inspection académique du Nord dans l'académie de Lille.
La commune gère l'école primaire publique de la rue Haute.
Le collège le plus proche est le collège Jacques-Prévert à Masnières.

## Économie

### Revenus de la population et fiscalité
En 2010, le revenu fiscal médian par ménage était de 32 109 €, ce qui plaçait Les Rues-des-Vignes au 10 531e rang parmi les 31 525 communes de plus de 50 ménages en métropole.

### Emploi
Les Rues-des-Vignes se trouvent dans le bassin d'emploi du Cambrésis. L'agence Pôle emploi pour la recherche d'emploi la plus proche est localisée à Cambrai.
En 2009, la population âgée de 15 à 64 ans s'élevait à 457 personnes, parmi lesquelles on comptait 71,1 % d'actifs dont 66,7 % ayant un emploi et 5,4 % de chômeurs.
On comptait 350 emplois dans la zone d'emploi, contre 299 en 1999. Le nombre d'actifs ayant un emploi résidant dans la zone d'emploi étant de 301, l'indicateur de concentration d'emploi est de 116,1 %, ce qui signifie que la zone d'emploi offre plus d'un emploi par habitant actif.

### Entreprises et commerces
Au 31 décembre 2010, Les Rues-des-Vignes comptaient 42 établissements : 14 dans l'agriculture-sylviculture-pêche, 3 dans l'industrie, 3 dans la construction, 17 dans le commerce-transports-services divers et 5 étaient relatifs au secteur administratif.
En 2011, 3 entreprises ont été créées à Les Rues-des-Vignes.
La commune accueille l'une des douze usines de production de Royal Canin à travers le monde, groupe dont le siège est situé à Aimargues, dans le Gard.

## Culture locale et patrimoine

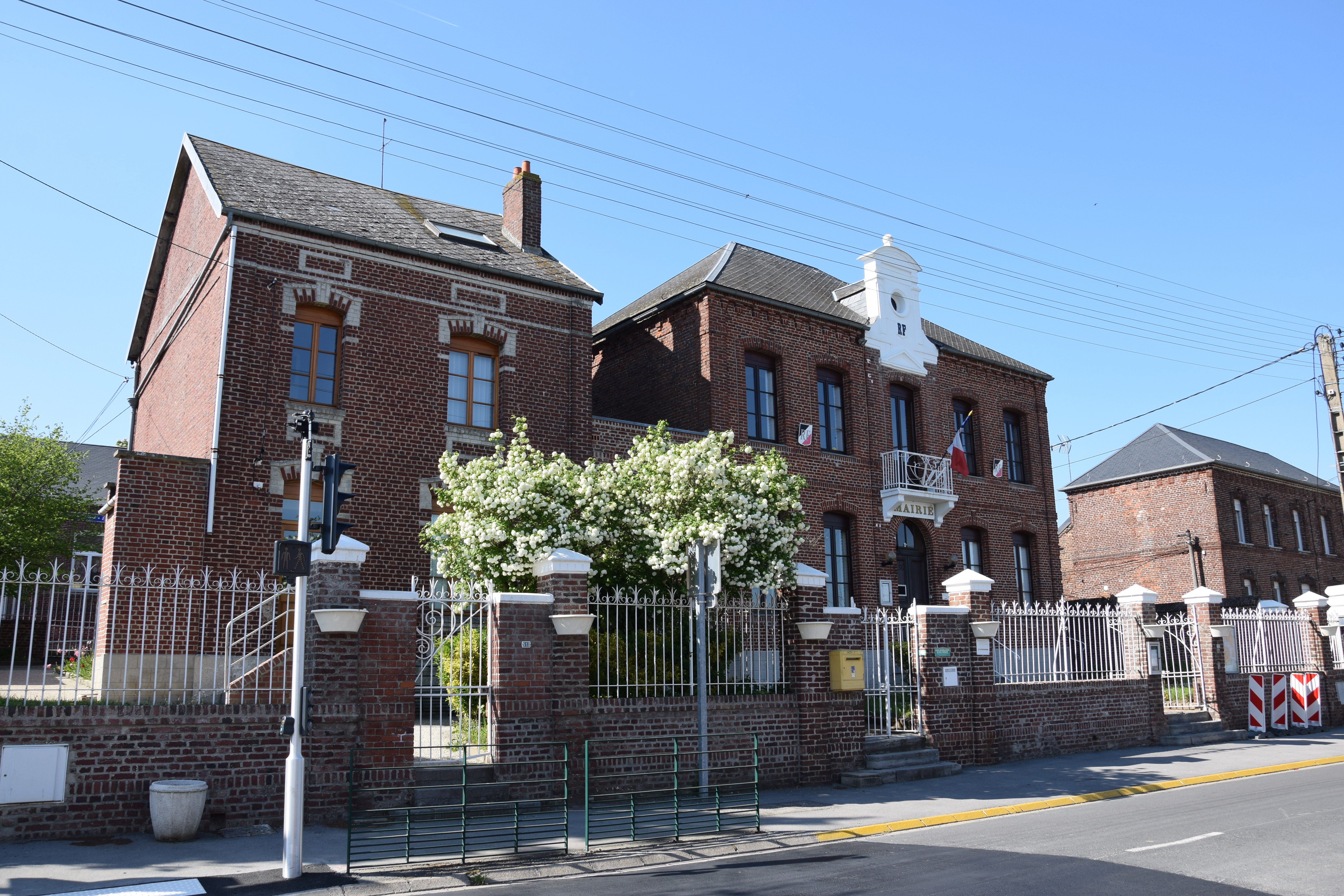
La mairie.

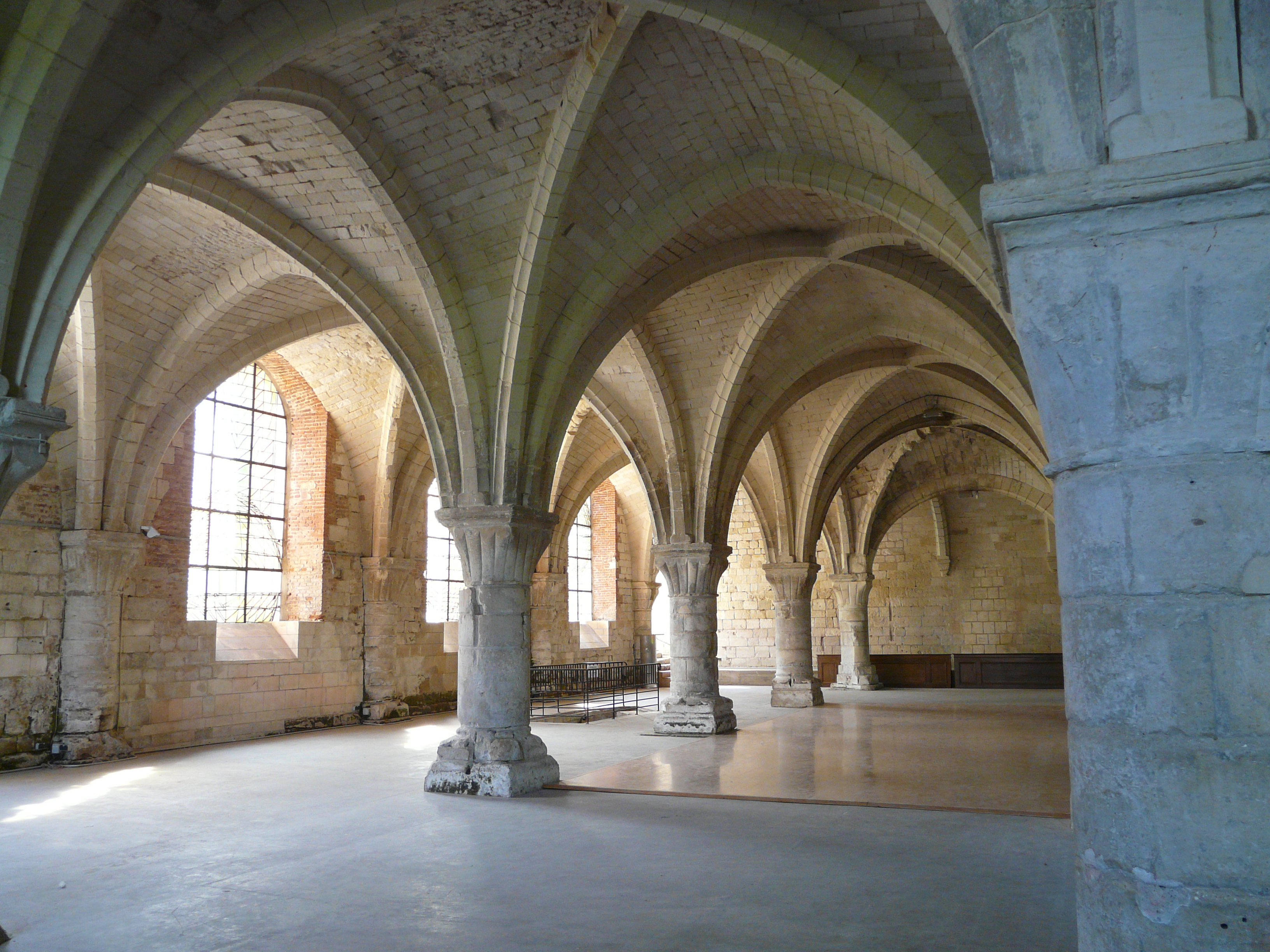
La salle des Moines de l'abbaye de Vaucelles.

### Lieux et monuments

#### L'abbaye de Vaucelles
Le hameau de Vaucelles abrite une abbaye cistercienne construite en 1145. C'est la treizième fondation de Saint Bernard. Une grande partie de cet édifice fut détruite sous la Révolution française. La plus grande salle capitulaire cistercienne d'Europe est restée intacte. L'abbaye de Vaucelles est classée monument historique (inscription par arrêté du 20 août 1920). Sont également classés les restes du mur de clôture, le sol avec les vestiges qu'il peut renfermer (inscription par arrêté du 13 janvier 1986), les vestiges du bâtiment du XVIIIe siècle ainsi que l'échauguette (classement par arrêté du 22 décembre 1987). L'abbaye accueille régulièrement des manifestations culturelles (tous les ans au mois de mars, Vaucelles accueille une exposition internationale d'orchidées).

#### Archéosite

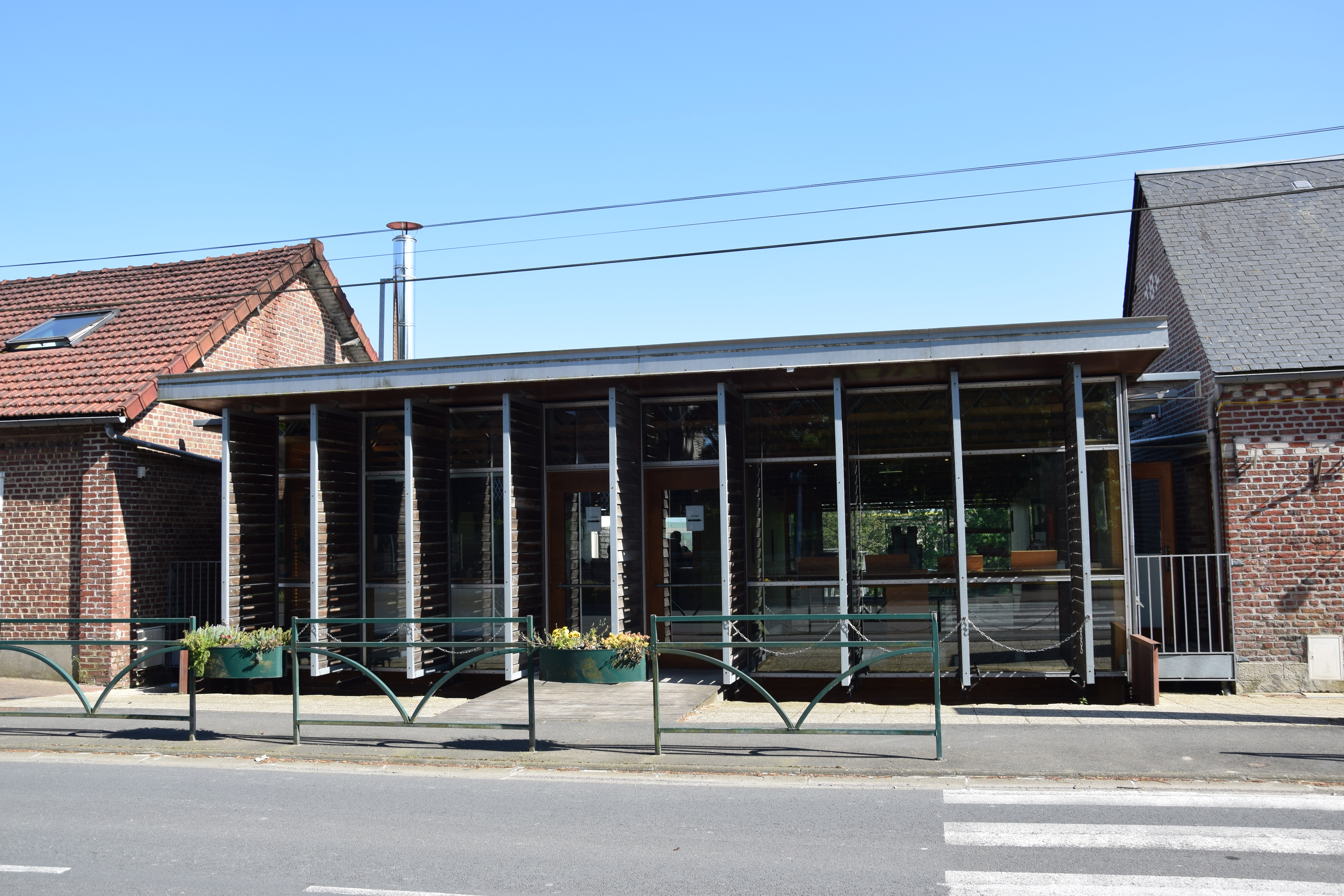
Archéosite de Les Rues-des-Vignes.

Des fouilles archéologiques, conduites de 1978 à 1986, ont mis au jour des structures gallo-romaines (puits d'extraction, caves, officine de potier, hypocaustes, tombes à inhumation et villa), mérovingiennes (une vaste nécropole) et carolingiennes (fonds de cabanes, silos de stockage). Les mobiliers exhumés lors de ces fouilles sont conservés au musée de Cambrai.
Après l'ouverture, de 1982 à 1985, d'un site « expérimental », avec reconstitution de cabanes, un parc d'animations archéologique, baptisé « Archéo'site », a été ouvert en 1986. Il dispose d'un amphithéâtre, d'un parcours d'interprétation et propose des animations sur la fouille archéologique, la poterie, la métallurgie ou la cuisson au four traditionnel. Le travail des potiers, des tisserands, et des autres artisans est ainsi reconstitué. Des démonstrations régulières ramènent le site à la vie. L'archéosite résume dix siècles d'histoire, de la période gallo-romaine au début du Moyen Âge.

### Personnalités liées à la commune
- Jean Durieux (1934-1989), homme politique français.

### Héraldique
| Blason de Les Rues-des-Vignes | Blason  | D'azur au sautoir en filet d'or, cantonné de quatre étoiles du même. |
| Blason de Les Rues-des-Vignes | Détails | Le statut officiel du blason reste à déterminer.                     |